# Jan Ksawery Kaniewski
Jan Ksawery Kaniewski noto in Italia come Francesco Saverio (Krasiłów, 10 maggio 1805 – Varsavia, 13 aprile 1867) è stato un pittore polacco, ritrattista di molti personaggi tra cui lo zar Alessandro II, papa Gregorio XVI e Gaetano Moroni.

## Biografia
Jan Ksawery Kaniewski fu pittore, creatore di molti ritratti, dipinti storici e biblici. 

### Biografia
Studiò al Liceo di Krzemieniec, dove ha ricevuto le prime lezioni di disegno e pittura con Giuseppe Pitschmann. Nel periodo 1827-1833 frequentò l'Accademia di Belle Arti di San Pietroburgo. Dopo la laurea con il titolo di "artista libero", grazie a una borsa di studio del governo, si recò a Roma, dove giunse nel novembre del 1833.
A Roma, divenne famoso per il ritratto di papa Gregorio XVI che lo zar di Russia Nicola I gli commissionò. In quel periodo eseguì anche il ritratto del cavaliere Gaetano Moroni. Fu anche membro della Congregazione dei Virtuosi al Pantheon.
Durante il 1842-1846 fu di nuovo a San Pietroburgo. Nel 1845, per il suo quadro "Ritratto del maresciallo Ivan Paskievič", si guadagnò il titolo di accademico. Nel 1846 si trasferì a Varsavia. Negli anni successivi (1858-1864) fu direttore dell'Università. Nel 1860 fu uno degli organizzatori della Società per l'incoraggiamento delle arti. 
Fu autore di numerosi ritratti di membri della famiglia imperiale e dignitari del regno polacco.